# Сурдопедагогіка
Сурдопедагогіка — розділ сурдології, що вивчає проблеми, що виникають при навчанні, отриманні освіти глухими і слабочуючими пацієнтами (акупати).
Перший документально зафіксований приклад сурдопедагогіки Середньовіччя сягає до VII століття — Беда Преподобний зафіксував для історії факт першої відомої йому спроби навчити глуху дитину, розпочатої його сучасником — Джоном, єпископом беверлійським. 1550 року перша у світі (з відомих нині) школа для глухих була організована іспанським ченцем-бенедиктинцем Педро Понсе де Леоном при Сан-Сальвадорському монастирі в селі Онья біля Мадрида.